# Mésange somalienne
Melaniparus thruppi
Espèce
Statut de conservation UICN

 LC  : Préoccupation mineure
La Mésange somalienne (Melaniparus thruppi, anciennement Parus thruppi) est une espèce de passereaux de la famille des paridés.

## Répartition
Cet oiseau est réparti en Afrique de l'Est.

## Taxinomie
À la suite de l'étude de Johansson et al. (2013) sur les relations phylogéniques des espèces au sein de la famille des Paridae, le genre Parus est redéfini pour être monophylétique. Le Congrès ornithologique international répercute ces changements dans sa classification de référence version 3.5 (2013), et la Mésange somalienne (anciennement Parus thruppi) est déplacée vers le genre Melaniparus.